# Morsan
 Morsan  là một xã thuộc tỉnh Eure trong vùng Normandie miền bắc nước Pháp.
| year | population | year | population | year | population | year | population |
| ---- | ---------- | ---- | ---------- | ---- | ---------- | ---- | ---------- |
| 1793 | 423        | 1841 | 387        | 1881 | 222        | 1936 | 111        |
| 1800 | 430        | 1846 | 375        | 1886 | 192        | 1946 | 133        |
| 1806 | 487        | 1851 | 352        | 1896 | 160        | 1954 | 121        |
| 1821 | 355        | 1856 | 321        | 1911 | 155        | 1968 | 130        |
| 1831 | 405        | 1872 | 261        | 1921 | 132        | 1982 | 93         |
| 1836 | 415        | 1876 | 250        | 1926 | 125        | 2006 | 106        |

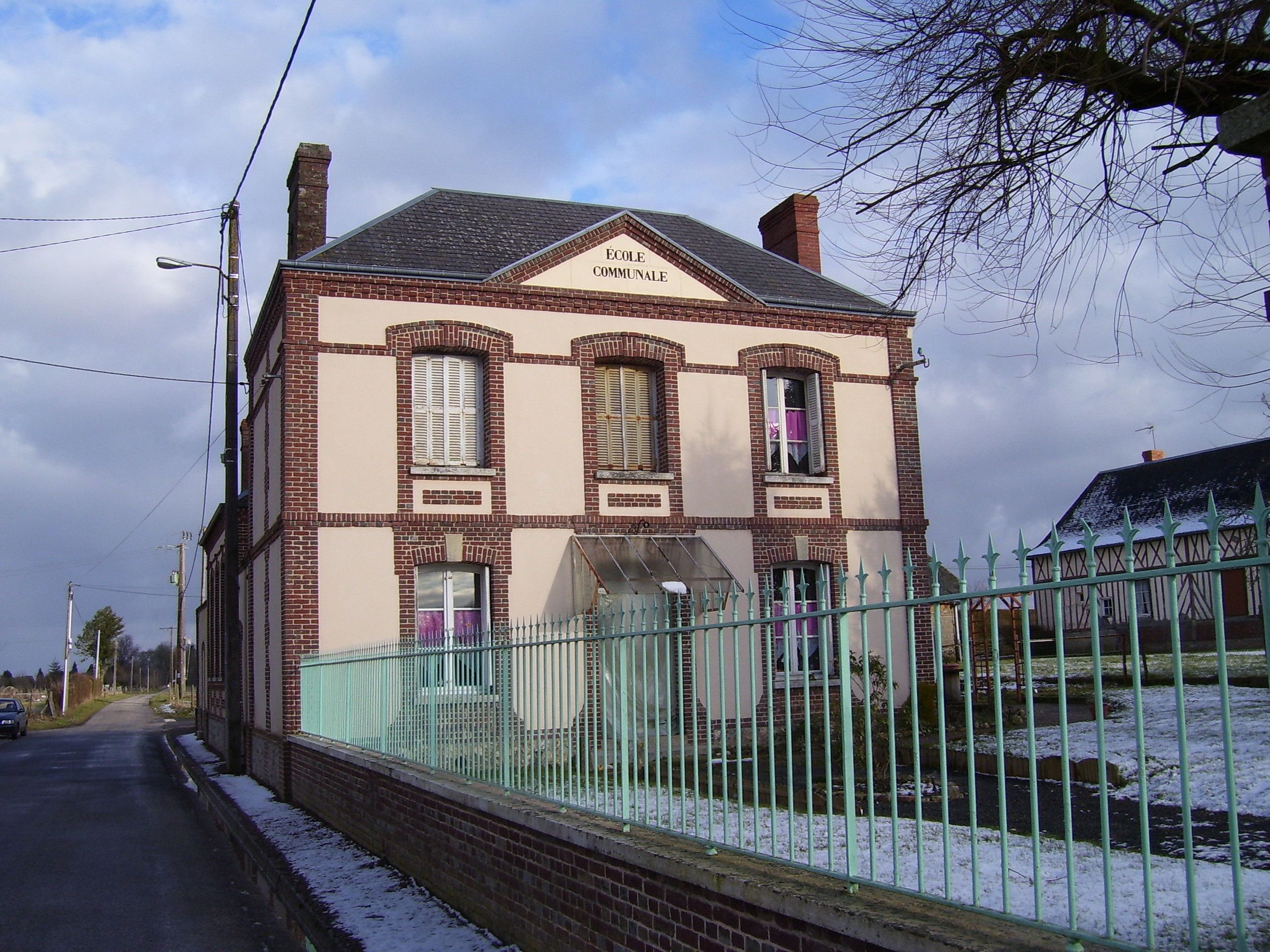
village school
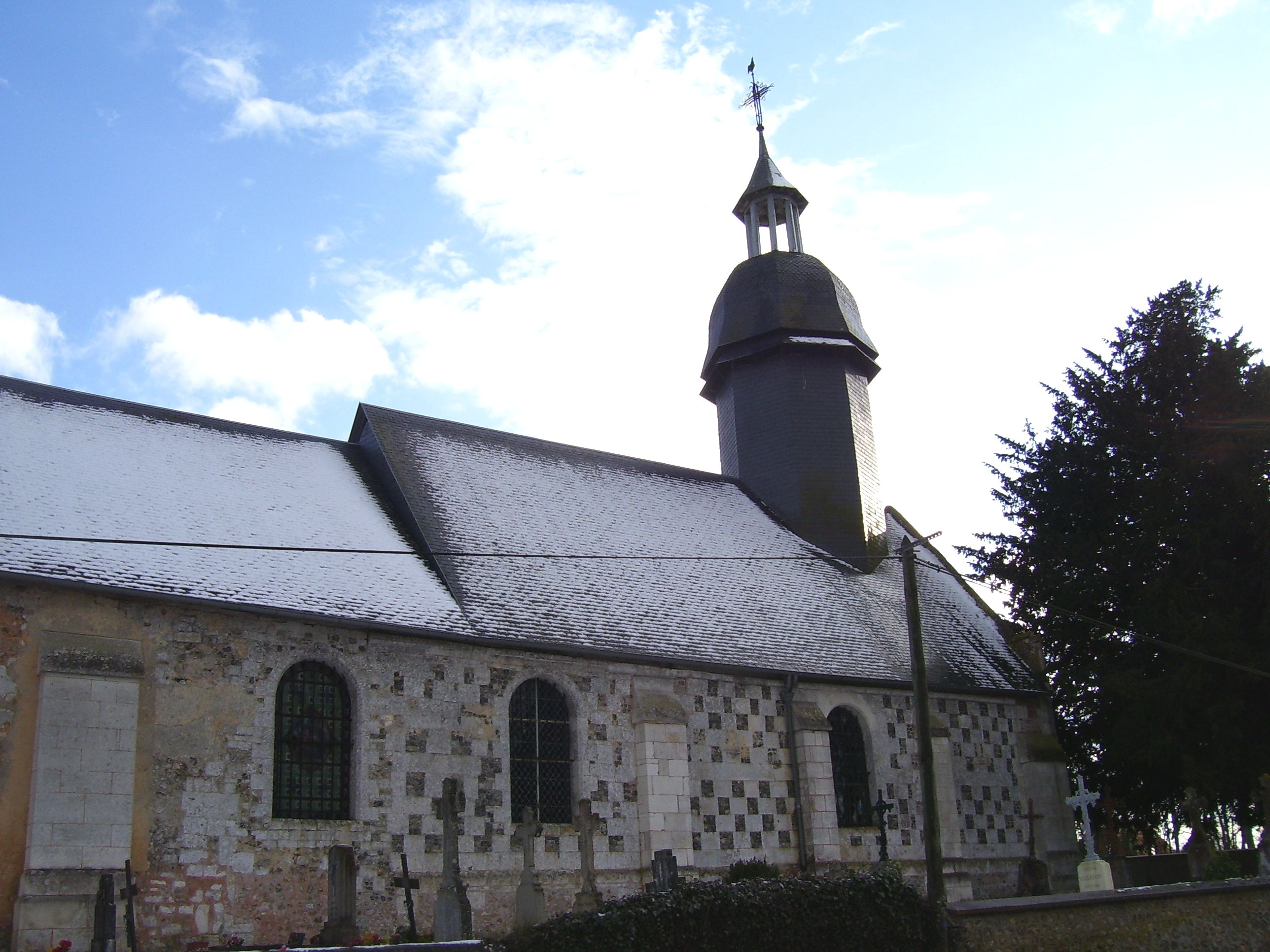
Church de la sainte Trinité in Morsan. Nave was built in the 13th century, sanctuary in the 17th century.
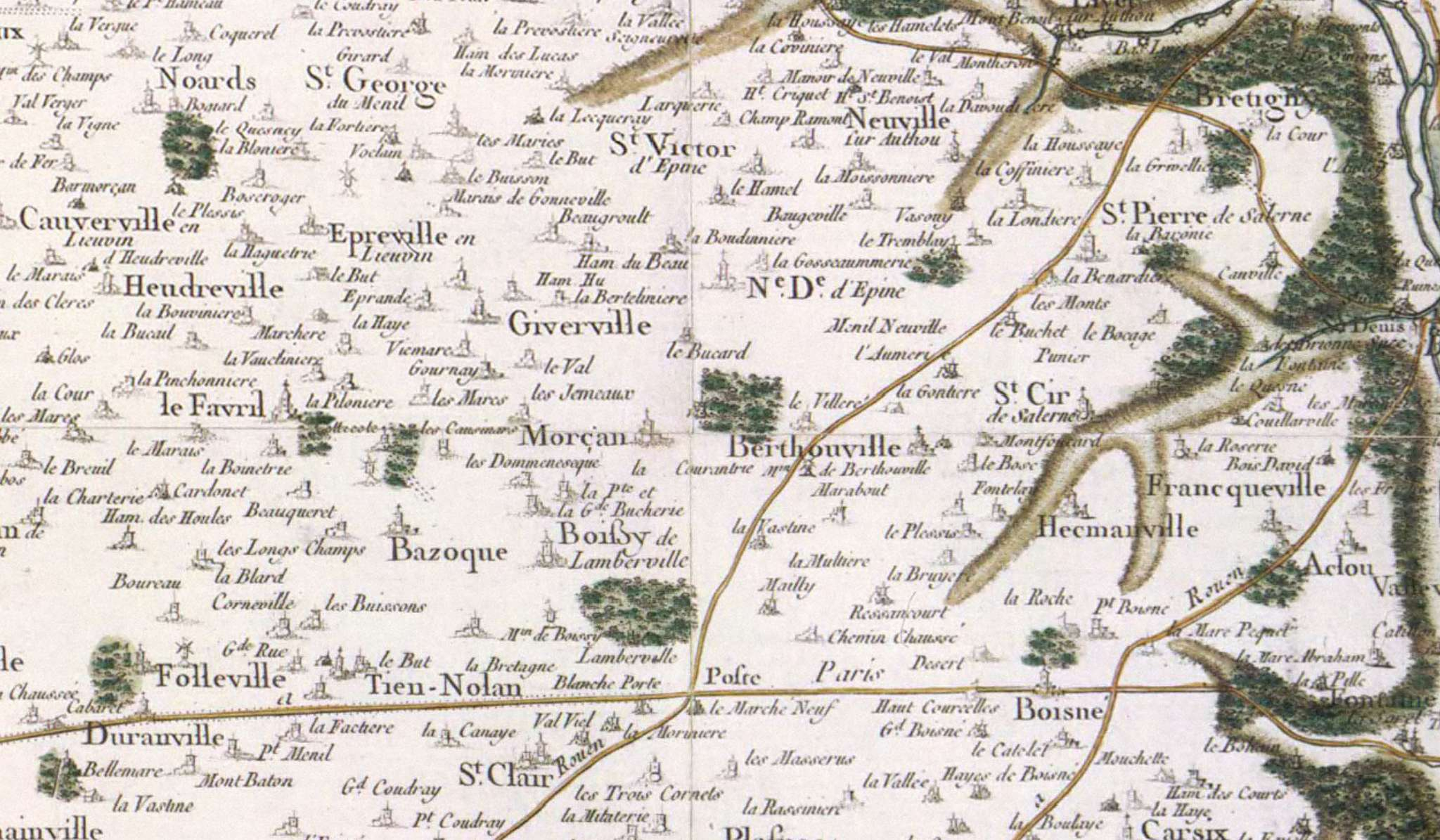
Morsan on the Cassini map Lisieux-Honfleur